# Anthurium coclense
Anthurium coclense är en kallaväxtart som beskrevs av Thomas Bernard Croat. Anthurium coclense ingår i släktet Anthurium och familjen kallaväxter. Inga underarter finns listade.